# Бакаркхані
Бакаркхані( бенг. বাকরখানি, трансліт. Bakorkhani     ) або baкоrkhani, також відомий як Бакар Khani роти  - хліб, коріння якого сягає Старої Даки. Є кілька регіональних варіантів бакаркхані на всьому Індійському субконтиненті .  Він являє собою товстий, приправлений коржик.  Виник в сучасному Бангладеші ще в часи періоду Моголів . Це дуже поширена закуска на сніданок у Старій Дакці.  За межами Даки бакаркані готується на певних мусульманських релігійних фестивалях і зараз популярний як солодкий хліб на всьому субконтиненті. 
Основними інгредієнтами бакаркхані є борошно, манна крупа,  патока, змочена в шафрані, цукор, насіння маку або нігели,  топлене масло (освітлене масло) та сіль .

## Історія

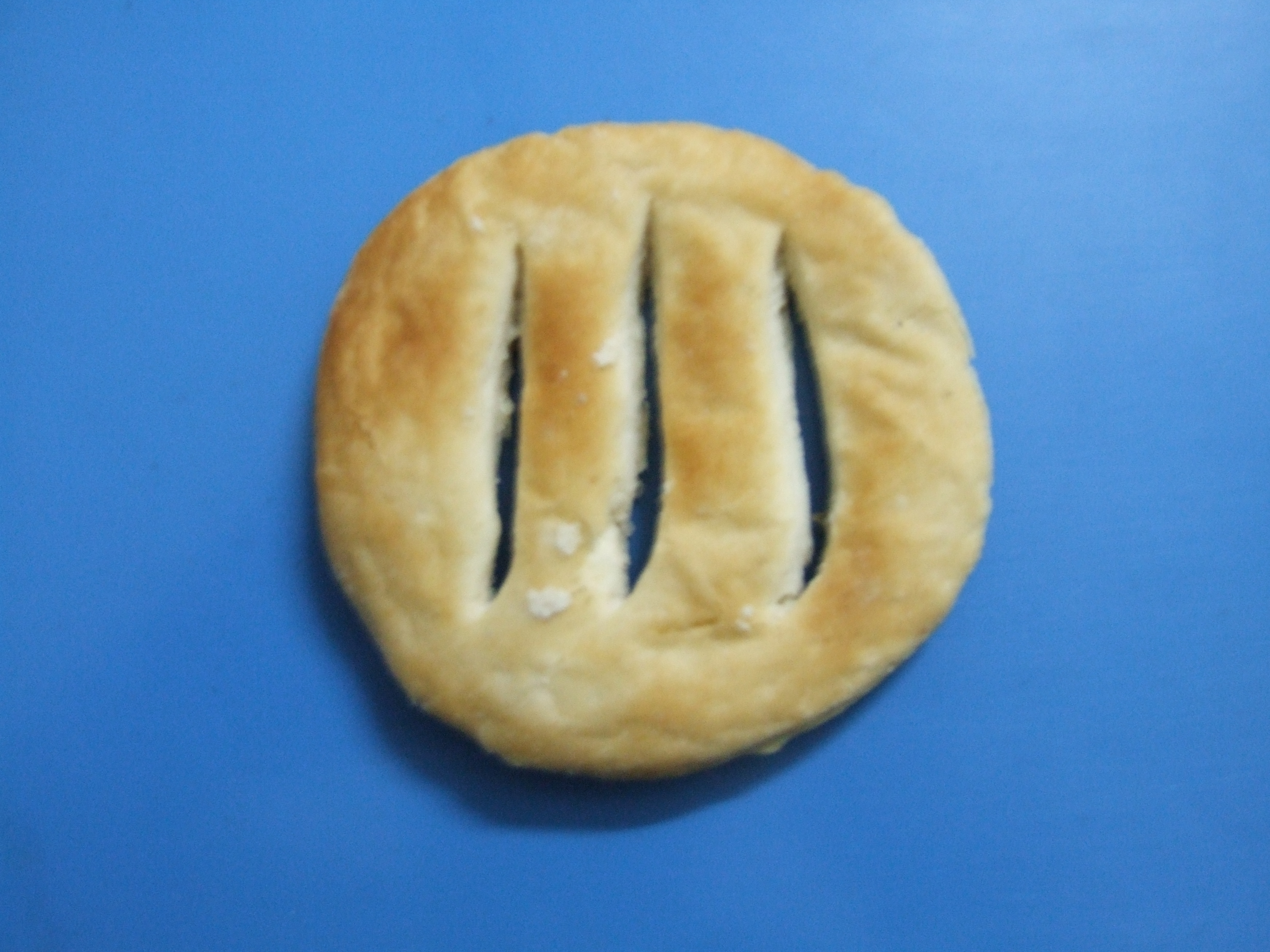
Одинокий баккорхані

Виробники бакаркхані  мають коріння в Сілхет, хоча найбільш традиційною вона є у Старій Дакці. Багато непокірних афганців мігрували до регіону Сілхет під час баро-буйян. Останній афганський правитель, Хваджа Усман, був розгромлений Великими Моголами в 1612 році, а решта афганців капітулювали, хоча продовжували жити в Сілхеті. Повстанці, яких захопили Моголи, були змушені готувати сорт хліба, пов'язаний з їх афганською культурою (який пізніше буде відомий як бакаркхані). Люди з усієї Бенгалії, включаючи Сілхет, мігрували в Дакку, шукаючи собі роботу. Еліта Дакки мала добрі стосунки з сім'ями вищих класів Сілхет. Багато жителів Силхет, які приїхали в Дакку, почали готувати хліб,  який вони нібито навчились готувати у афганців, що мешкали в Сілхеті.  
Легенда приписує ім’я хліба  бакаркхані Агзі Бейкер-хану, усиновленому синові бенгальського Наваба Муршиду Кулі-хану .  Згідно з легендою, Ага Бейкер Хан, генерал, закохується в танцівницю на ім'я Хані Бегум з Арамбага, яку також запримітив Зайнул Хан, міський котвал і син вазира .  Хані  відмовила Зайнул , що дуже його розлютило. Бейкер втручається на захист Хані. Двобій на мечах закінчується перемогою Бейкера.  Та двоє супутників Зайнула йдуть і брешуть його батькові, вазиру,  що Бейкер вбив Зайнула. Від люті вазир наказує їм посадити Бейкера в клітку з тигром. Бейкер вбиває тигра, і в той же час твердження про смерть Зайнул виявляється хибним. Вазир Джахандар Хан та його син Зайнул викрадають Хані та вирушають до Південної Бенгалії . Бейкер, щоб врятувати Хані, слідує за ними і.в черговій бійці талварів Джахандар випадково вбиває Зайнул, після того як Зайнул ненавмисно вбив Хані.  Хані поховали у Бакла- Чандрадвіпі ( Патуахалі - Барісал ) і Бейкер-хан будує над її могилою могилу. Пізніше Бакла- Чандрадвіп буде перейменована на його ім'я Бакергандж .    Трагічна історія кохання Бейкера Хана та Хані Бегум надихнула пекарів назвати його улюблений хліб Бакаркхані .  
Завдяки торгівлі та подорожам бакаркхані стали популярними за межами Бенгалії в таких місцях, як Кашмір, Біхар, Лакхнау та Хайдерабад . 

## Підготовка

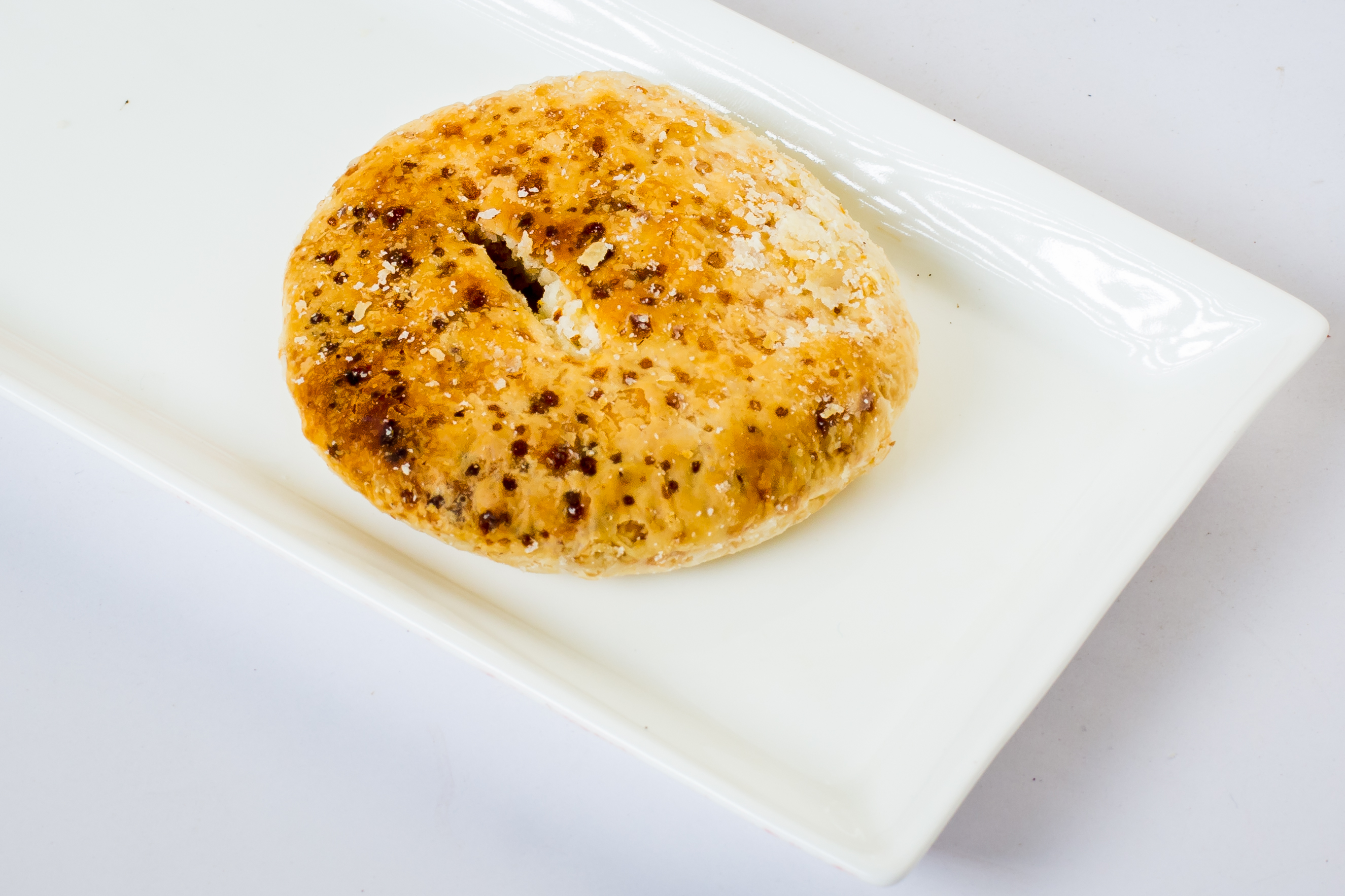
Тарілка баккорхані

Бакоргані готують з  борошна, води, топленого масла, в деяких випадках додають кардамон, цукор та сіль. Готове тісто розплющують. Приготування хліба проходить  шляхом багаторазового розтягування пласта тіста та чергування з топленим маслом, патокою, шафрановою водою, насінням маку або нігели. Випікають на тандирі або поясі тава .

## Варіації

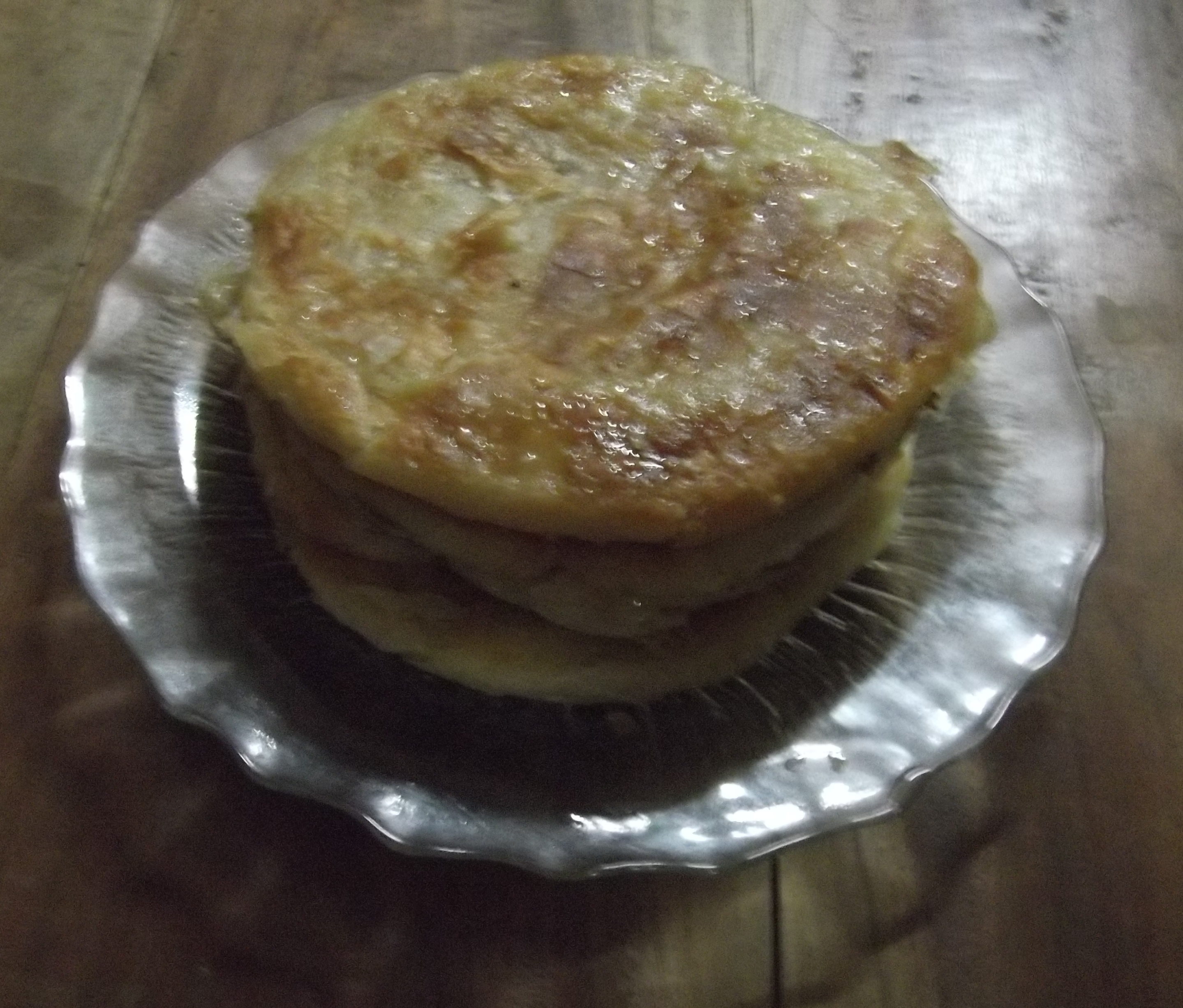
Читтагонський баккорхані

Він також відомий як shukha ( що означає «сухий»)  із - за його сухої текстури.  Три варіації бакаркхані: Гао-джобан, шукі (шуха) і німшукі , згадується Хакімом Хабібур Рахманом, автором книги "Дакка Панчас" Барас Пахле. Існують також інші варіації, бакаркхані такі як кайча-руті, мулам і чиншукі. 

### Кашмірі
Є кашмірський варіант бакаркхані.  Він є більш витонченим сортом, за зовнішнім виглядом схожий на круглий наан, але   більш шаруватий і  посипаний насінням кунжуту .  Зазвичай його вживають гарячим під час сніданку, або з полуденним чаєм . 

## В літературі

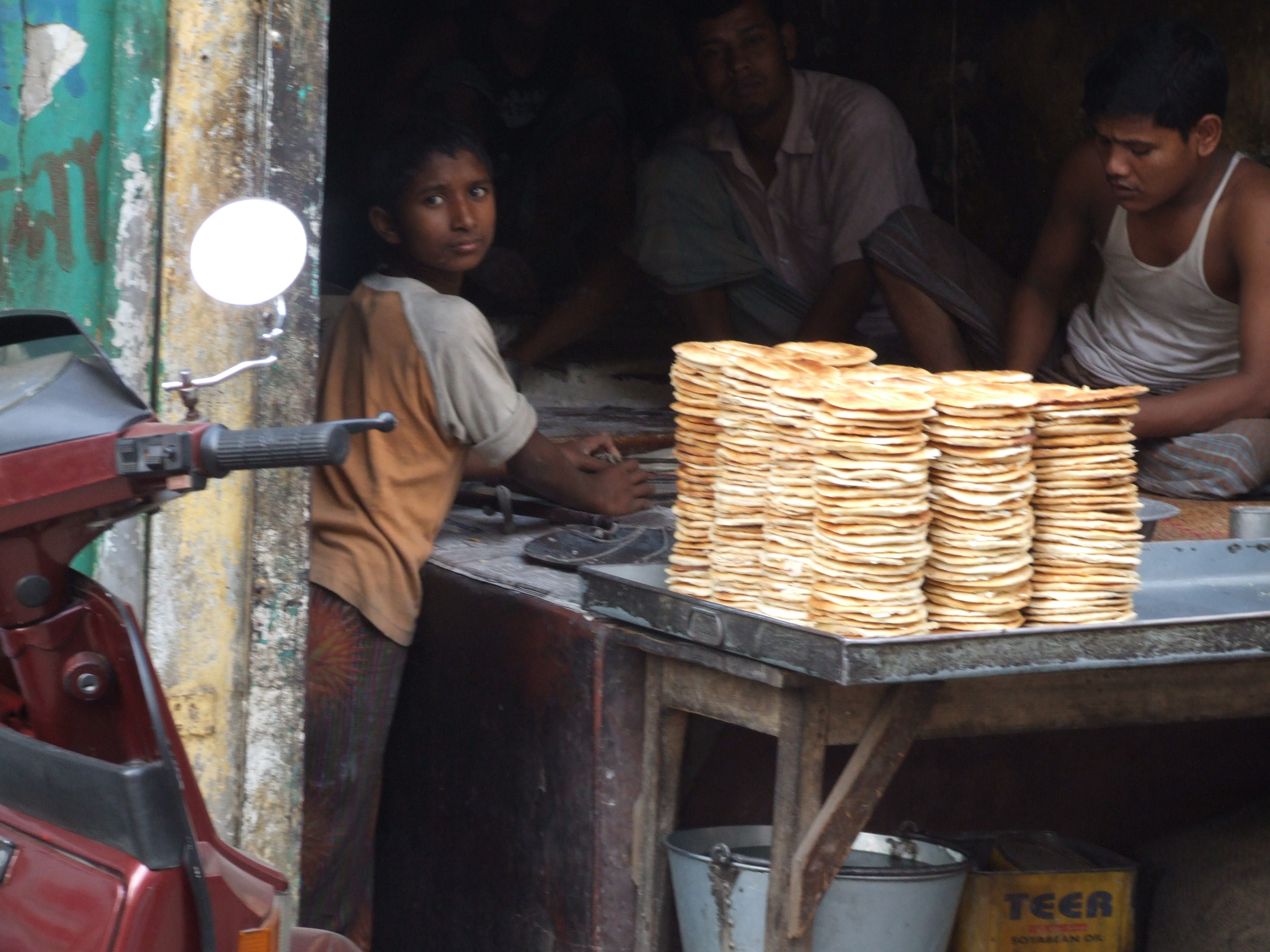
Магазин Bakorkhani у Старій Дакці

Бакоркані згадується в бенгальській поемі Пратула Мухопадхяя :
Aalu becho, chhola becho, becho bakorkhani

Becho na becho na bondhu tomar chokher moṇi,

Jhinge becho pãch shikete hazar takay shona

Haater kolom jonom dukhi take becho na.